# 张氏节孝坊 (偃师)
张氏节孝坊是位于河南省洛阳市偃师区南家村，一座跨街而立的石牌坊。是清代乾隆年间为儒童张泳的妻子张氏所立的节孝坊。2008年6月，列入第五批河南省文物保护单位。现存中门、侧门、坊架、立柱、匾额和坊座等部件。